# Dorfkirche Pausin

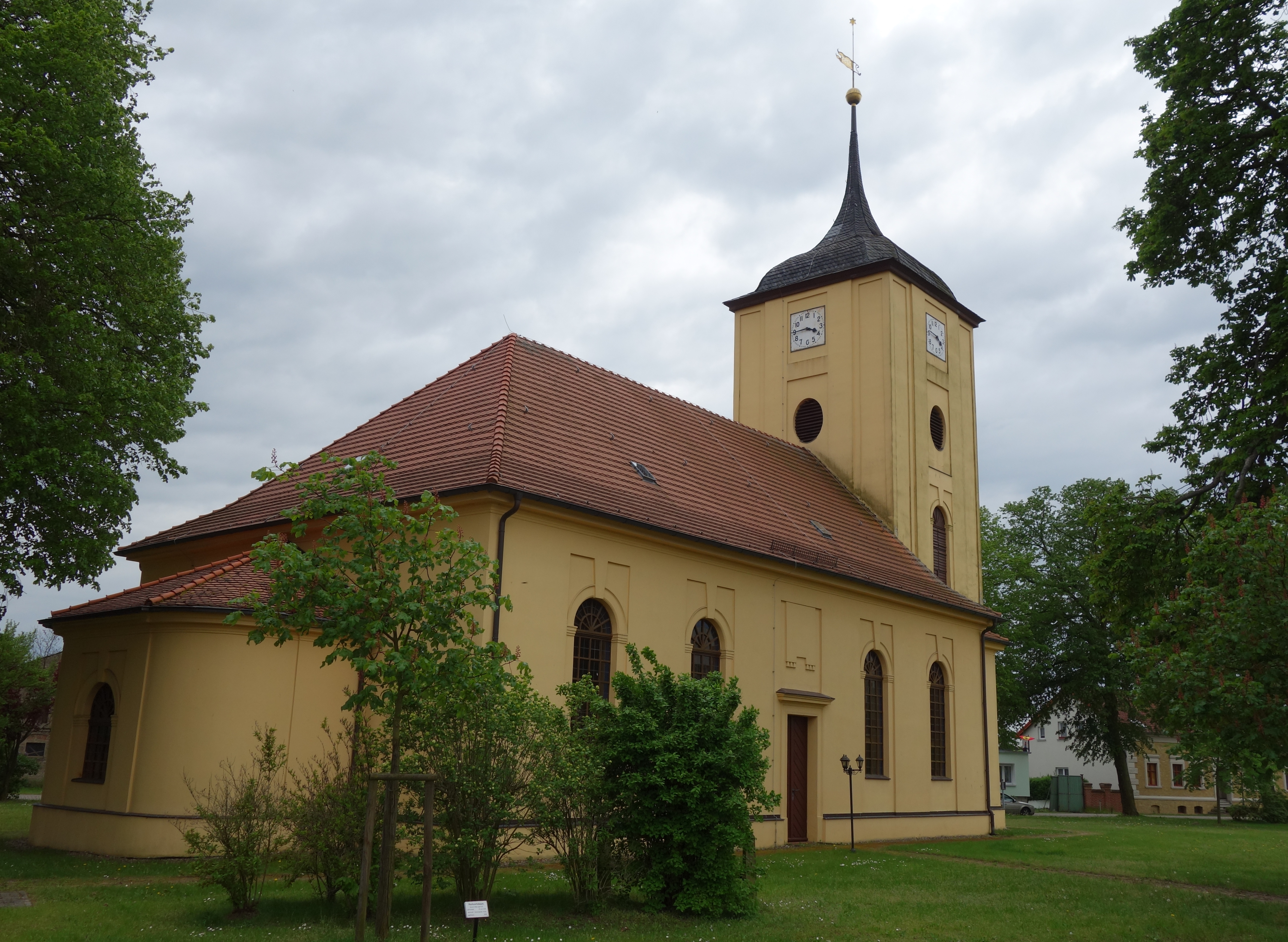
Nordostansicht

Die Dorfkirche Pausin ist ein barockes Kirchengebäude im Ortsteil Pausin der Gemeinde Schönwalde-Glien im Landkreis Havelland  des deutschen Bundeslandes Brandenburg.

## Architektur
Das Gebäude wurde als Saalkirche in den Jahren 1755/56 an Stelle einer älteren neu errichtet. Die verputzten massiven Mauern sind mit Rundbogenfenstern versehen. An der Westseite des gut 30 m langen und 12 m breiten Gebäudes befindet sich der quadratische, leicht eingezogene Turm. Er trägt eine flache Schweifhaube. Nach einem durch Blitzschlag verursachten Brand 1853 wurde das Kirchenschiff grundlegend saniert. Vermutlich wurde dabei die Apsis am Ostgiebel zugefügt. Weitere Sanierungen fanden in den 1970er Jahren sowie 2000 statt.

## Innengestaltung
Der Innenraum ist flachgedeckt und hat eine geschwungene Westempore, die auf die Langseiten übergreift. Die Orgel wurde nach dem Umbau der Empore 1895 errichtet. Die barocke Kanzel stammt noch aus der Bauzeit in der Mitte des 18. Jh. Die Sandsteintaufe hat Pokalform. An der Kuppa treten plastisch Köpfe von Christus und Engeln hervor.
Zwei mittelalterliche Bronzeglocken stammen noch aus dem Vorgängerbau.